# Kajtek i siedmiogłowy smok
Kajtek i siedmiogłowy smok (węg. Hahó, Öcsi!) – węgierski  film dla dzieci z 1971 roku w reżyserii György Palásthy.